# Cancer and Metastasis Reviews
Cancer and Metastasis Reviews (Cancer Metastasis Rev., ISSN: 0167-7659 (печатн.), 1573-7233 (эл.)) — онкологический рецензируемый научный журнал, фокусирующийся на новых разработках в области биологии и лечения онкозаболеваний, с особым вниманием к молекулярной и клеточной биологии метастазов рака и опухолевого прогрессирования. Каждый выпуск журнала представляет 5-7 различных статей, объединённых одной тематикой, и вступительное эссе от лидера в данной области.
Первый номер вышел в 1982 году.
Пятилетний импакт-фактор свыше 6.
Включен в Index medicus (MEDLINE) и др..
Издатель: Springer US.
Шеф-редакторы — Kenneth V. Honn и Avraham Raz (оба — профессора медицинской школы Университета Уэйна, Мичиган, США). В числе редакторов-основателей — Garth L. Nicolson и George Poste и др. В редколлегии состоят: Meenhard Herlyn, Kenneth J. Pienta, Danny Welch и др.
Согласно 2016 Journal Citation Report, журнал занимает 55 место из 217 в категории онкологии.